# クレメンス・マリア・ホフバウアー
クレメンス・マリア・ホフバウアー（Clemens Maria Hofbauer、1751年12月26日 - 1820年3月15日）は、キリスト教カトリック教会聖職者、レデンプトール会の聖人。

## 来歴
モラヴィア生まれ。隠者として過ごしたあと、29歳でウィーン大学入学。アラトリ大聖堂で、聖職者に任命された。皇帝ヨーゼフ2世が修道院を閉鎖するなか、1787年にポーランド・リトアニア共和国に、1808年オーストリア帝国のウィーンに移った。
1888年にローマ教皇レオ13世によって列福され、福者となった。1909年5月20日にカトリック教会の聖人として列聖された。